# U Santošky
U Santošky je název ulice na pražském Smíchově v městské části Praha 5. V ulici se nachází 23 domů. Ulice od svého začátku na konci ulice U Malvazinky vede parkem Santoška kolem kostela Čsl. církve husitské (1935) na rohu s ulicí Na Václavce severním směrem dolů z kopce, kde po přibližně 300 metrech končí na křižovatce s ulicí Ostrovského, a volně na ni navazuje ulice Na Zatlance.
Své jméno ulice dostala po původně viniční usedlosti a později novogotické vile Santoška (č.p. 178), která je dnes používaná jako mateřská školka. Spolu se základní školou U Santošky 1 je to příspěvková organizace s názvem Základní škola a mateřská škola, Praha 5 - Smíchov, U Santošky 1/1007.

## Zástavba
Ulice je tvořená bytovými domy z konce 19. a začátku 20. století. V ulici se nachází základní škola (č. domu 1007/1), Vysoká škola mezinárodních a veřejných vztahů o.p.s. (č. domu 1093/17) a kostely Církve československé husitské (Husův sbor) a smíchovského sboru Českobratrské církve evangelické (Evangelický kostel Smíchov). Před evangelickým kostelem (postaven 1931) je od roku 2010 pietní místo se sochou Olbrama Zoubka na počest členky sboru JUDr. Milady Horákové. Před kostelem byla vysazena 28. října 1968 lípa na památku 50. výročí vzniku Československé republiky.
Pod touto ulicí vede tunel Mrázovka (ražen v letech 1999 až 2004). Ražbou tunelu bylo ovlivněno přes 70 budov rozličných typů a konstrukcí starých cca 70 až 110 let. Nepříznivý dopad na stabilitu povrchové zástavby měl především pokles terénu způsobený ražbou tunelu.

## Budovy, firmy a instituce
- Dům čp. 1007/1 a 951/3 – Základní škola. Původně školy dvě se samostatnými vchody. Ve starší, školní budově 951/3 z roku 1867 byla z nařízení Zemské školní rady od roku 1887 IV. obecná škola pro chlapce a dívky na Smíchově.[6] Druhá budova U Santošky 1007/1 byla přistavěna v roce 1899. V meziválečném období zde byla i Obchodní akademie hl. města Prahy[7] a počátkem 50. let Jedenáctiletá střední škola, potom 7., 8. a 9. národní škola a Vyšší hospodářská škola v Praze XVI.[8]
- Dům čp. 833/7 (rovněž U Nikolajky 883/5) – V letech 1949–2007 Výzkumný ústav chladicí techniky, vzniklý z podnikové zkušebny Ringhofferových závodů. Úzce spolupracoval s Frigerou Kolín, v roce 1992 se stal součástí společnosti Thermo King Czech Republic, s.r.o. Po roce 2007 komerční objekt FSM, a.s., sídlo ca 11 subjektů. K ústavu příslušel i nedaleký areál Ostrovského 34, objekt po roce 2007 zbořen a je zde provizorní, placené parkoviště.[9]
- Dům čp. 835/8 – Zde v 20. letech sídlilo vydavatelství odborného listu Typografie typografa Josefa Sonberga.[10] Po válce zde byla lidová restaurace U Santošky, dnes Tashkent Kebab a Sushi Jo.
- Dům čp. 1093/17 – Budova z roku 1857, když 18. srpna toho roku zde byla otevřena škola Františka Josefa I na pozemku, který bezplatně věnoval Šalamoun Příbram (též jako Salomon Przibram), majitel kartounky na Smíchově.[11] Bývalá (od září 1921) Česká státní reálka v Praze-XVI.,[12] resp. státní reálné gymnasium (Arbesovo), po válce 6. střední škola a později Základní devítiletá škola, po roce 2001 Vysoká škola mezinárodních a veřejných vztahů
- Dům čp. 933/20 – penzion Anděl Apartmány[13]
- Dům čp. 2286/9 (rovněž U Nikolajky 2286/8) – V přízemí tohoto domu (postaven jako poslední v ulici, kolem roku 1935 s výtahem, ústředním vytápěním, domovní telefonní stanicí a vlastní kotelnou na koks) od začátku 50. let do poloviny 60. let byl výrobní cukrárenský provoz n.p. Pražské pekárny a mlýny. Po jeho uzavření prostory adaptovány vč. bývalé garáže a telefonní stanice jako byty a částečně na papírnickou prodejnu.[14] Dům byl částečně poškozen při ražbě tunelu Mrázovka, jakož i některé další domy v ulici. Opravy domu i ostatních domů provedl investor stavby na své náklady. Některé bytové jednotky slouží jako sídla firem (KERATRADE, spol. s r.o., TK Cibulka s.r.o. a VJ Trading s.r.o., dříve EVERFLOOR CZ, spol. s r.o. a ADP).[15]

## Doprava
V ulici se nachází autobusová zastávka MHD Santoška. Zastavuje na ní autobus číslo 137, který jezdí mezi konečnými stanicemi Na Knížecí a U Waltrovky (některé denní spoje v pracovních dnech jsou prodlouženy až na Malou Ohradu) a též noční autobus číslo 908 spojující oblast Jinonic s Andělem a dále přes centrum až do Klánovic. Od roku 1969 zde projížděly i linky č. 128 až do roku 1988 a posilová č. 153 do roku 1985.
Od března 1913 do prosince 1938 vedla ke kostelu Čsl. církve husitské tramvajová trať. Byla to původně odbočka trati mezi Andělem a Radlicemi. Konečná zastávka byla před dnešní školou (U Santošky 1). První tramvajovou linkou vedoucí na Santošku byla linka č. 14 z Libně od Vychovatelny přes Palmovku, Karlín, Florenc, Václavské náměstí, Palackého most na Santošku s denním a polonočním provozem. V posledním období provozu tramvajové tratě na Santošku, tj. do 1. prosince 1938 jezdila linka č. 6 (Santoška – Královská obora).
Po zrušení tramvajové tratě byla doprava zajišťována trolejbusy. Od 1. října 1938 byla uvedena do provozu linka W od Anděla do Jinonic k továrně Walter, jejíž trasa odpovídá dnešní lince 137. V roce 1947 byla postavena druhá stopa u smyčky Anděl a trať také byla dále prodloužena ulicemi Vltavská, Svornosti, Zborovská a dále přes Jiráskův most ulicemi Resslova a Ječná přes Štěpánskou až na Václavské náměstí. Trať tak dosáhla délky 5,7 km a získala nový název (linka č. 52). V roce 1948 byla trať prodloužena od Waltrovky k jinonické sokolovně (TJ Sokol Jinonice, z.s.) a druhým směrem byla prodloužena na Vinohrady do konečné Průběžná (linka č. 60). K 31. březnu 1969 byl však provoz linek 52 a 60 zrušen. Náhrada autobusy však byla v prudkém stoupání (od Santošky na Malvazinky) problematická, nové vozy buď nezvládaly rozjezd do kopce (RTO) např. zastávka Santoška se ve směru do Jinonic kvůli tomu na čas posunula asi o 100 m níže, nebo měly v prudkém klesání problémy s brzdami (ŠM 11), a tak se trolejbusy od 9. 4. do Jinonic nakrátko vrátily v podobě trolejbusové linky s autobusovým označením 153. Upravené autobusy ŠM 11 byly k dispozici teprve po dvou měsících a tak z oblasti Malvazinek a Jinonic zmizely trolejbusy definitivně až 31. května 1969.
Nikdy nic nikdo nemá míti za definitivní neb nikdy nikdo neví, co se může státi, zpívali V+W ve filmu Pudr a benzin. Pražský dopravní podnik (DPP) získal v roce 2023 povolení pro vybudování trolejbusové trati na lince číslo 137 mezi zastávkami Na Knížecí a U Waltrovky. Nynější autobusová linka 137 se po dostavbě změní na trolejbus číslo 52. Podnik vybuduje na Smíchově mezi zastávkami Santoška a U Waltrovky zhruba 4,4 km dlouhé trolejové vedení a umístí sem 106 stožárů, které ponesou trolej a zároveň budou lampami pouličního osvětlení. Kromě toho položí bezmála dva kilometry kabelů a postaví pro trasu měnírnu v Peroutkově ulici. Elektrifikován bude pouze kopcovitý úsek mezi zastávkami Na Knížecí a U Waltrovky. Trolejbusy se tak na Smíchov po více než 50 letech vrátí.

## Obyvatelé a občanská vybavenost
V této ulici po určité období mezi světovými válkami bydlel předseda (11x v letech 1927–1945) Klubu Za starou Prahu architekt Jan Almer (č. domu 1110/5), spisovatel Stanislav Kostka Neumann a jeho manželka (1915–1922), novinářka Božena Neumannová (č. domu 1121/12), v 50. letech krátce herec a vedoucí sboru Divadélka Strýčka Jedličky Antonín Jedlička (č. domu 933/20), od roku 1952 budoucí ekonom a kandidát na prezidenta (2008) Jan Švejnar (č. domu 1131/13) a sportovec Milan Tošnar (č. domu 2286/9).
Na svoji relativní krátkost (300 m od parku Santoška) byla a je ulice velmi dobře občansky vybavena. Byly zde a nebo jsou samoobsluha (jedna z prvních na Praze 5 z období 1958–1959, původně prodejna Bratrství, funguje do současnosti jako samoobsluha ESO, č.p. 1046/2), mlékárna (potom drogerie, nyní květiny a pobočka pojišťovny, č.p. 849/6), cukrárna s pekařstvím a vedle oděvní obchod textilem a galanterie (později trafika a nyní Vlado's Barbershop, pizzárna sítě Papa Cipolla a prodejna italských pochutin Mercato del Gusto, č.p.1097/10 resp. U Nikolajky 1097/3), mandl (nyní široko sortimentní večerka Potraviny, č.p. 1121/12), krátkou historii měla Veselá palačinka a herna (č.p. 944/16), klubovna Pionýrské organizace (nyní penzion Anděl Apartmány, č.p. 933/20), papírnictví Narpa (č.p. 955/22), prodejna řeznictví resp. maso-uzeniny (nyní bar, č. 1100/5), výrobní cukrárenský provoz n.p. Pražské pekárny a mlýny, po jeho uzavření prostory adaptovány jako byty a částečně na papírnickou prodejnu (č.p. 2286/9), ale také služebna Veřejné bezpečnosti (později prodejna ovoce a zeleniny, nyní kadeřnictví filmové maskérky, jihoafrický obchod vína a opravna obuvi a kufrů, č.p. 1315/4) a agitační středisko NF (nyní prodejna bytového a kancelářského nábytku, č.p. 2285/11) atd. V podstatě v každém domě byla nějaké provozovna, což platí až do současnosti, byť s průběžně měněným sortimentem zboží a služeb.
Na rozdíl od většiny pražských ulic není číslována směrem od centra, nýbrž směrem do centra. V tomto případě bylo užito pravidlo pro číslování ve směru toku řeky Vltavy.

## Navazující ulice
- U Malvazinky
- Na Václavce
- Na Březince
- Bieblova
- U Nikolajky
- Ostrovského

## Galerie

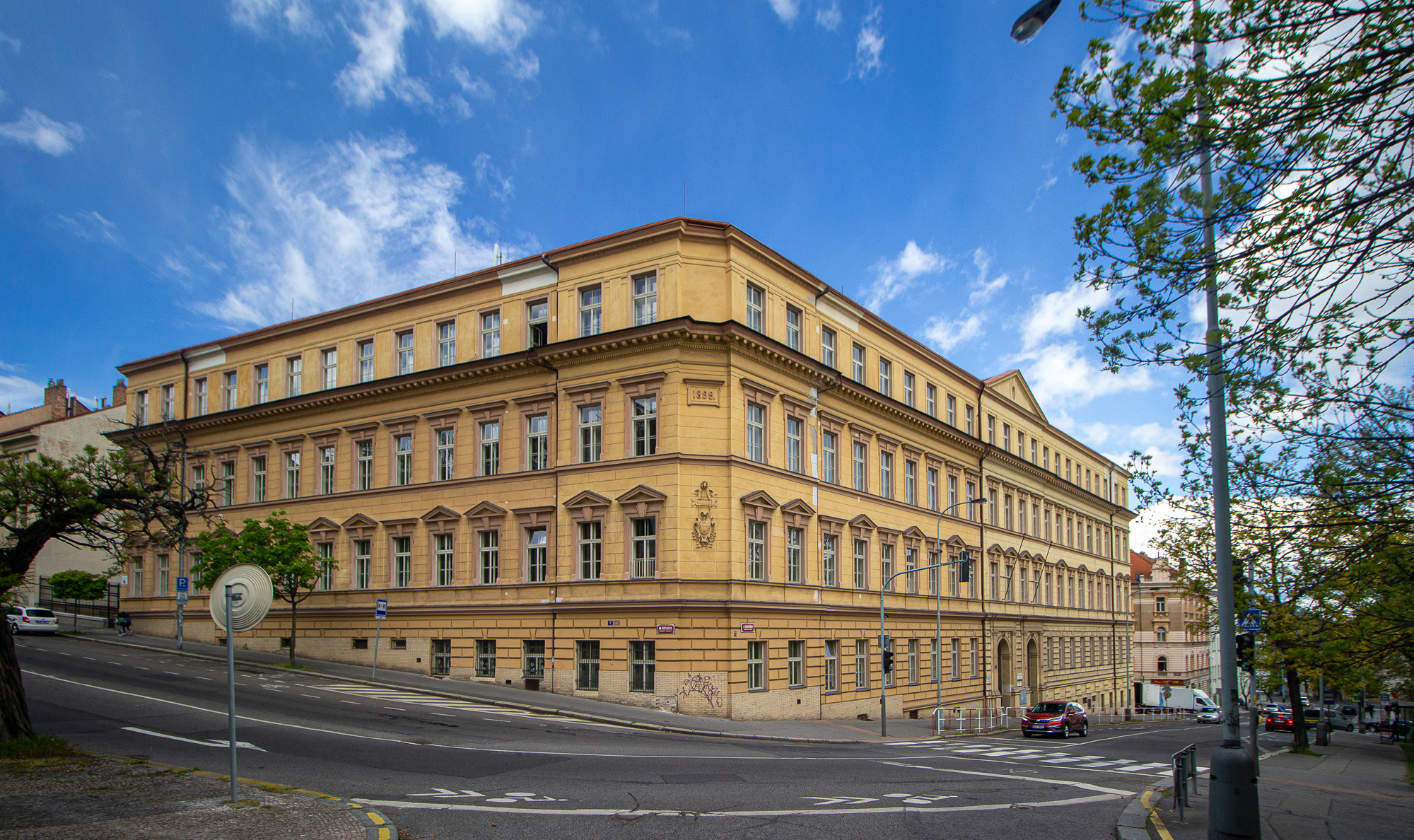
Základní a mateřská škola U Santošky 1
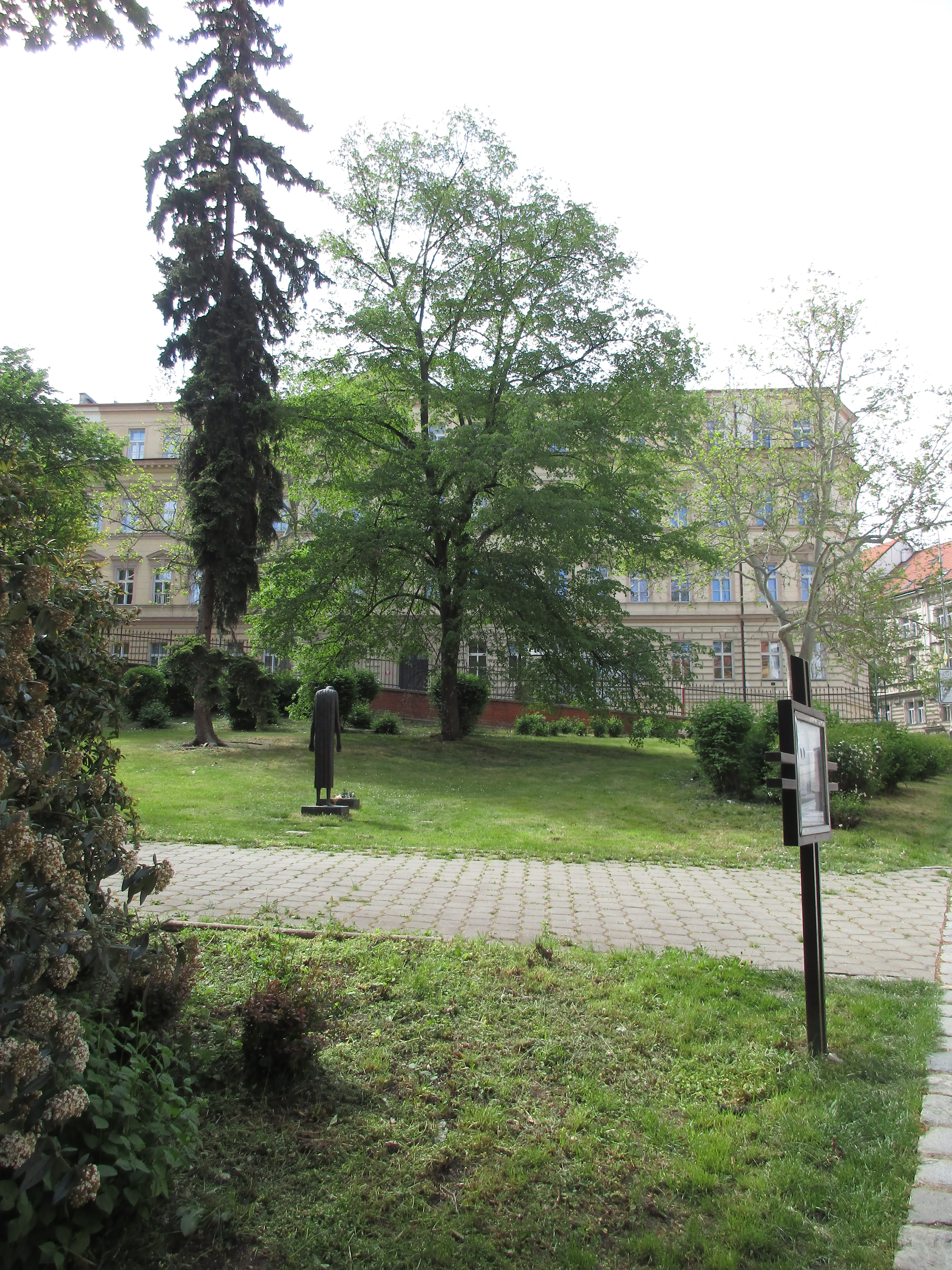
Pietní místo se sochou Olbrama Zoubka na počest JUDr. Milady Horákové, lípa republiky a Základní škola U Santošky 1
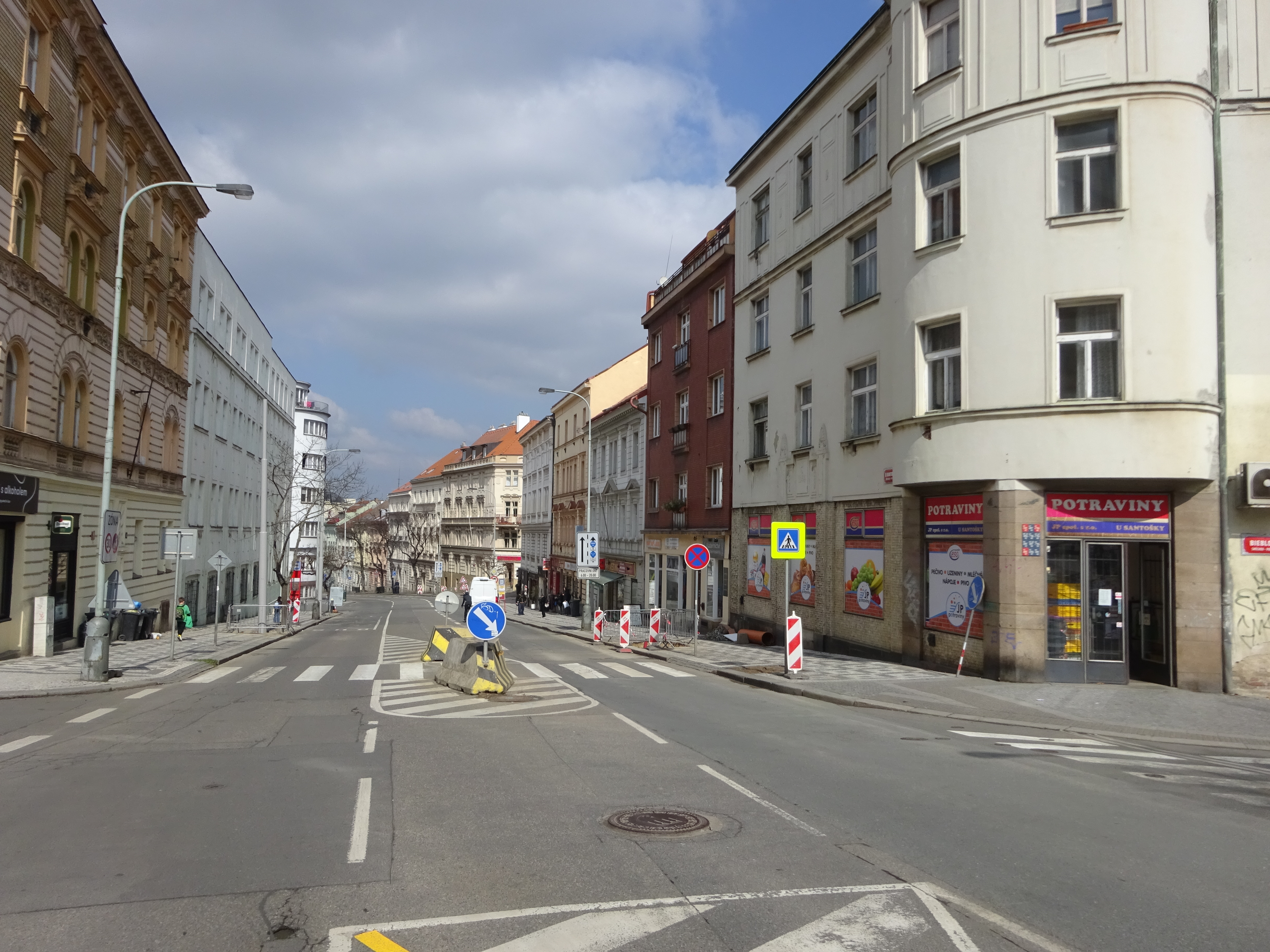
Ulice U Santošky s budovanými sloupy trolejového vedení. Vpravo síť obchodů a provozoven, vlevo bývalý Výzkumný ústav chladicí techniky (2025)
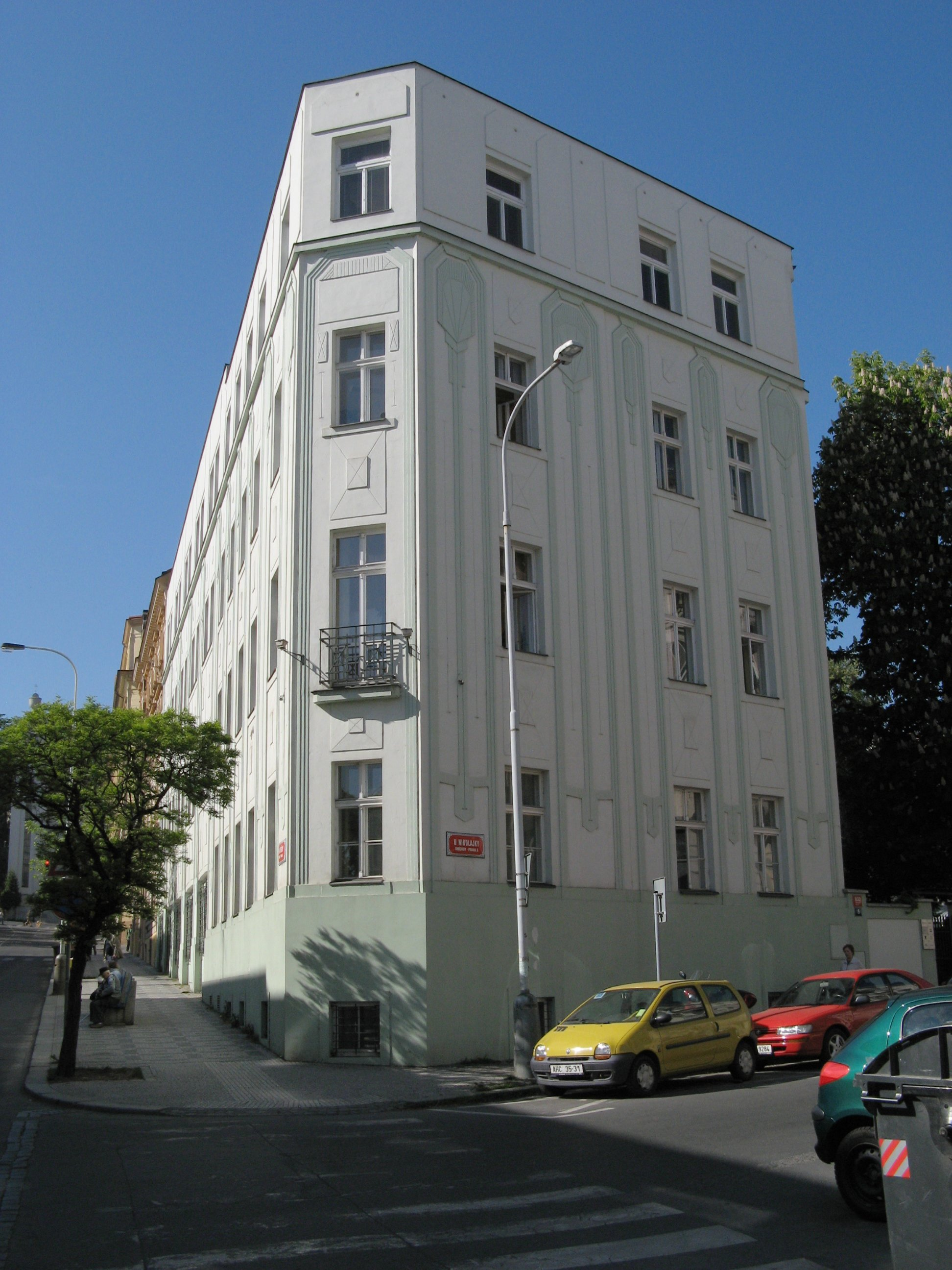
Bývalý Výzkumný ústav chladicí techniky U Santošky 7 a U Nikolajky 5
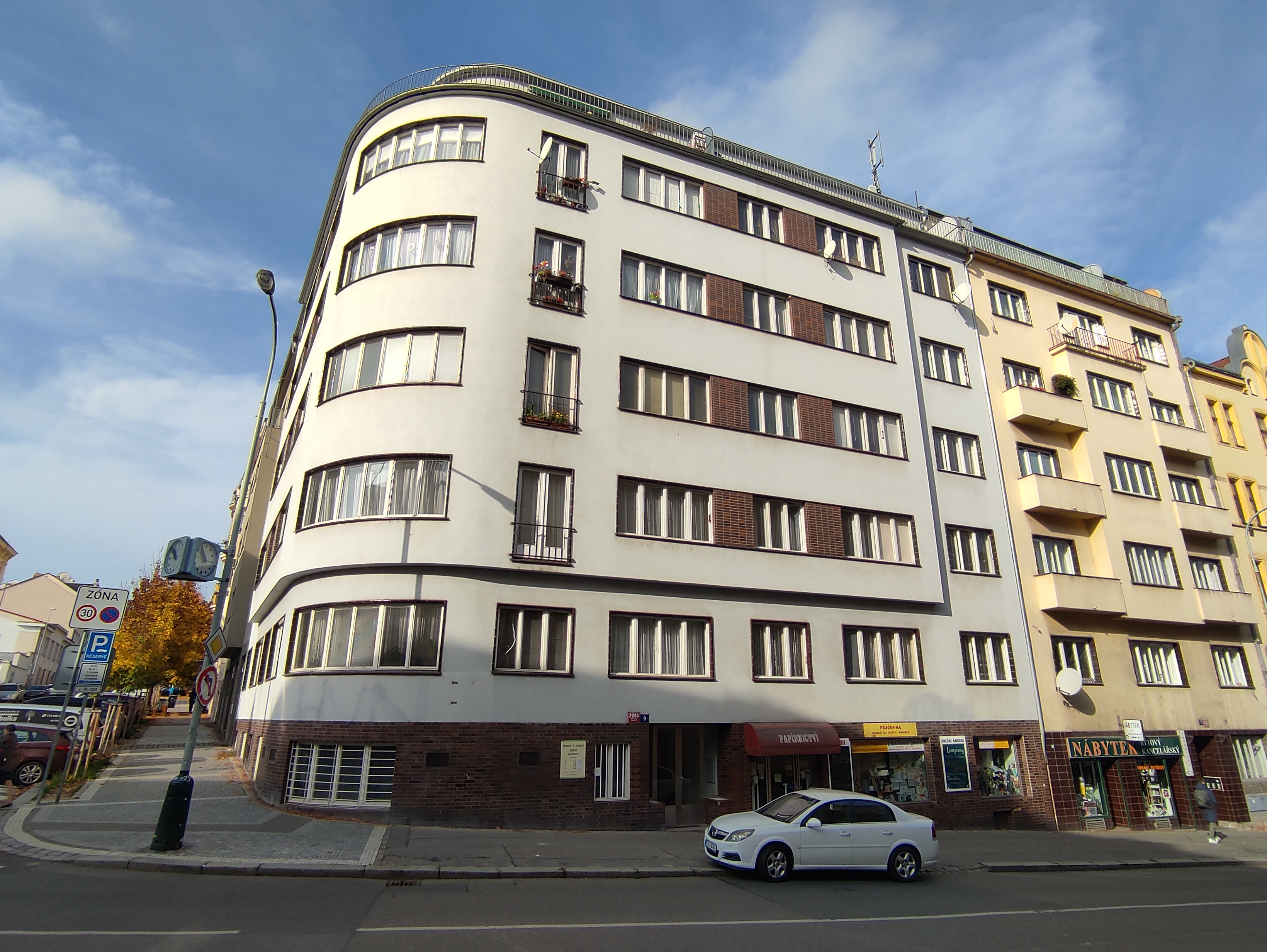
Dům U Santošky 9, dekorativní prvek venkovní fasády z kabřince
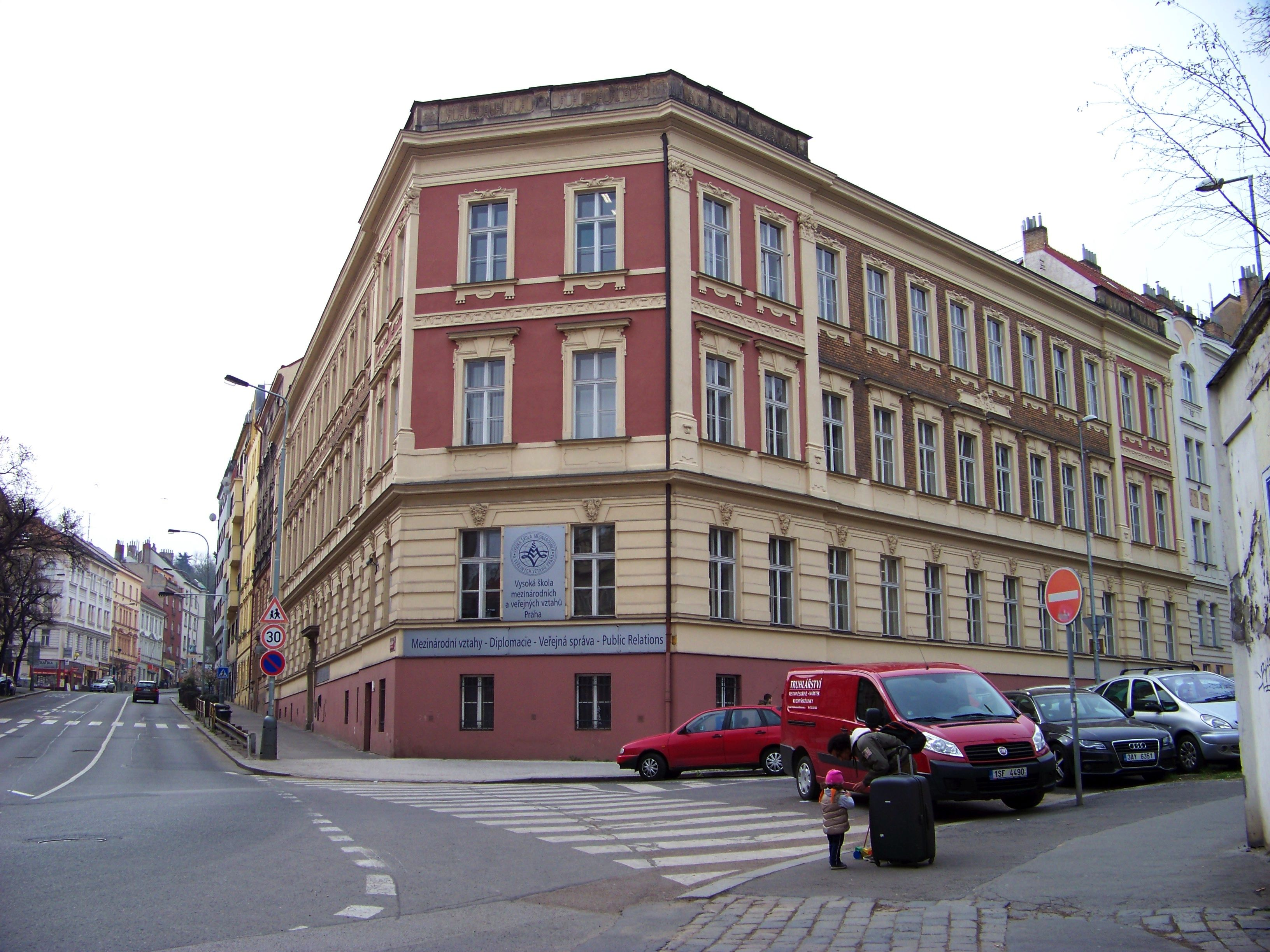
Vysoká škola mezinárodních a veřejných vztahů na křižovatce ulic U Santošky a Ostrovského (U Santošky 17)
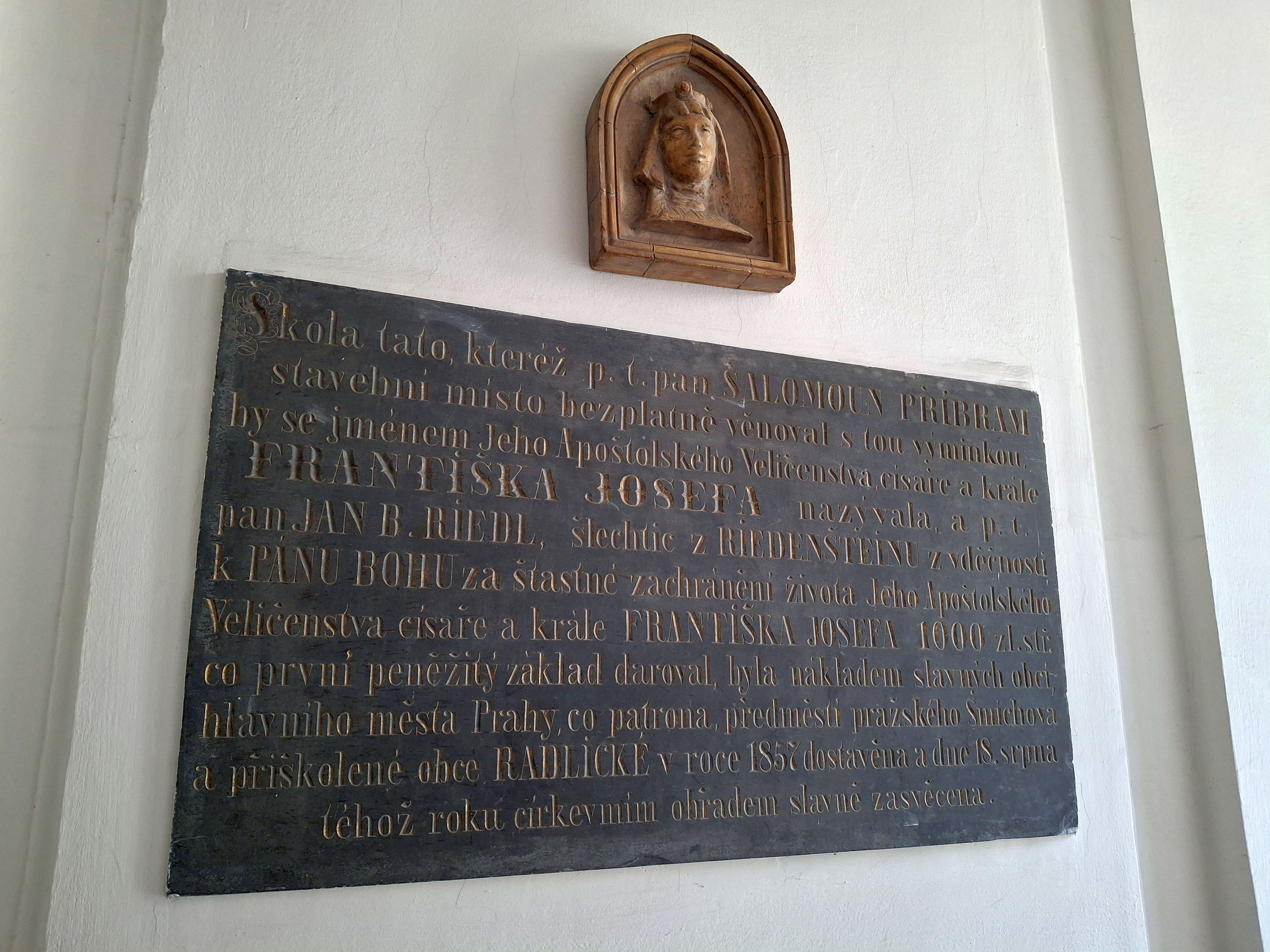
Pamětní deska k založení školy, U Santošky 17 (2025)